# Ortblech

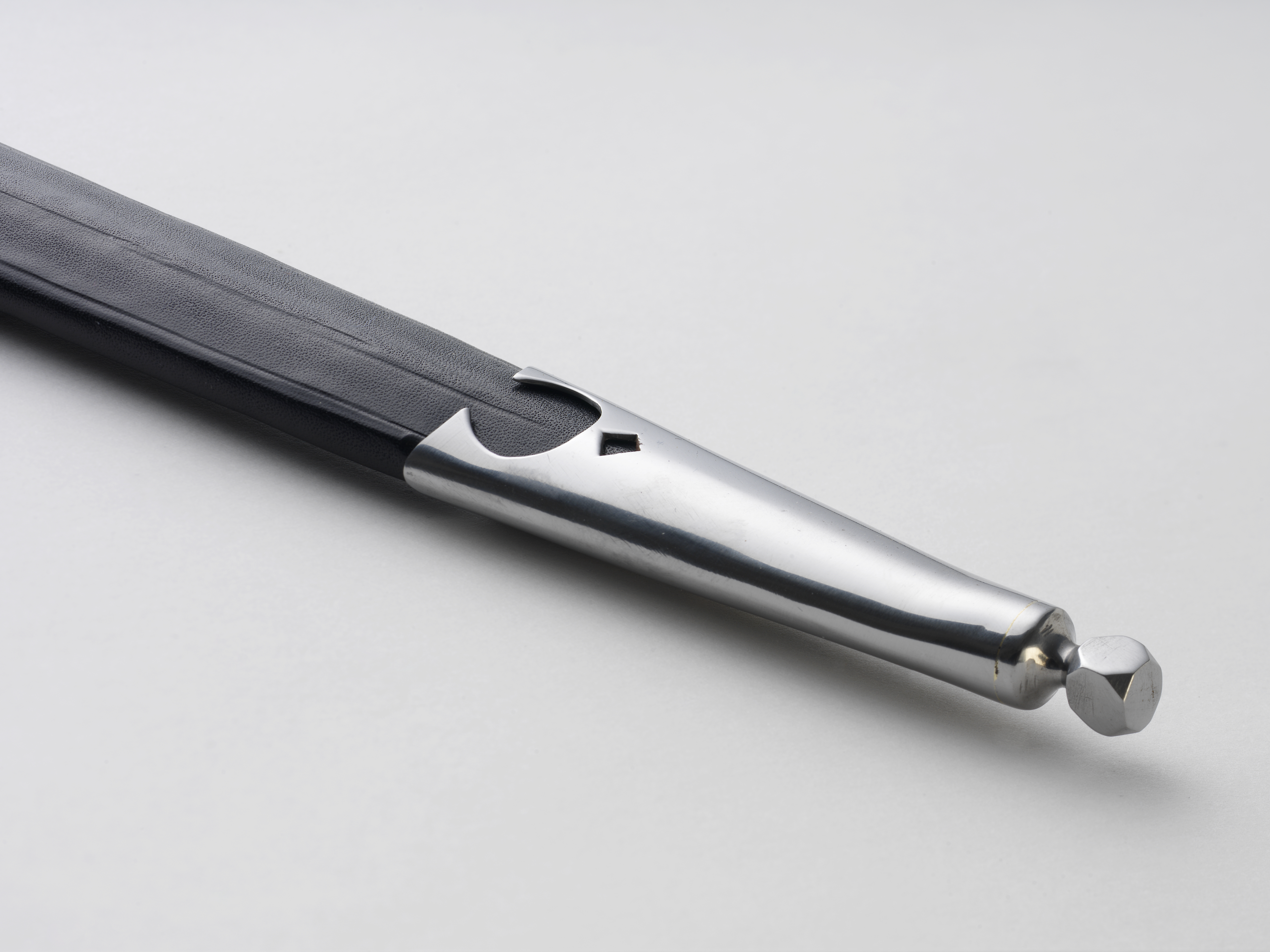
Scheide mit Ortblech

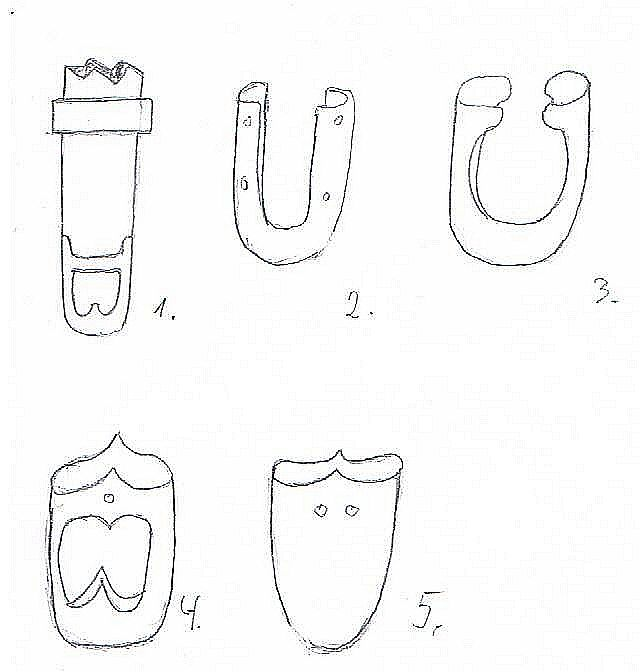
Ortblechformen

Das Ortblech bzw. auch Ortband  ist ein metallener Beschlag auf der Spitze einer Scheide für Blankwaffen (z. B. Dolch, Messer, Schwert).

## Form und Funktion
Das Ortblech dient dazu, die Scheide im Bereich des Orts (der Spitze) einer Blankwaffe zu verstärken. Da Schwertscheiden meist aus Holz und/oder Leder bestehen, sind sie empfindlich gegen Stoß, Abrieb und Verbiegen. Ebenso stellt das Ortblech sicher, dass die Schwertspitze nicht durch das Leder oder Holz nach außen dringen und den Träger verletzen kann.
Die ursprüngliche Form ist das Ortblech als eine U-förmige Einfassung mit mehr oder weniger langen Schenkeln. Bei Nichtmetallscheiden wurde das Ortblech mit Leim, Klammern oder Zwecken am Scheidenkörper befestigt. Selten wurde das Ortblech an Metallscheiden angebracht, dort wurde es meist verlötet.
Den unteren Abschluss des Ortbleches bilden manchmal ein kugeliger, flach- od. spitzkugeliger Knopf oder ein Schleppblech.
Ortbleche sind meist aus Bronze, Eisen oder Messing hergestellt, manche sind vergoldet oder versilbert. Seltener werden sie aus Edelmetallen gefertigt. Je nach Mode können sie aufwendig verziert sein.
Das Gegenstück an der Öffnung der Scheide ist das Scheidenmundblech. Dieses soll verhindern, dass die Scheide beim Einführen der scharfen Klinge beschädigt wird.
Für Aufmerksamkeit in der Fachwelt sorgte der 1973 gemachte Fund des wikingerzeitlichen Schwertortbandes von Nimschütz.

## Heraldik

Zum Vergleich: die Wappenfigur Seeblatt

Die Ortbänder werden in der Heraldik auch als gemeine Figur verwendet.
Gelegentlich werden sie mit den Seeblättern verwechselt, da die gestürzte Form der Seeblätter den Waffenbeschlägen ähnelt. Die Öffnung des kleeblattartigen, manchmal auch achtförmigen  Durchschlag beim Ortband erreicht die Weite des äußeren Randes der beiden Seitenblätter. Auch die beim Seeblatt gewöhnliche herzförmige Außenkontur ist bei Ortband eine strengere geometrische geradlinige. Bei Seeblatt, ob mit runden oder Kleeblattdurchbruch, ist die Öffnung auf „Blattstieldicke“ geschlossen.